# Place des Argonautes
La place des Argonautes est une place de la commune de Reims, dans le département de la Marne, en région Grand Est.

## Situation et accès
La place des Argonautes est comprise entre la rue Christophe-Colomb et l’avenue Ponce-de-Léon. La place appartient administrativement au quartier Châtillons.

## Origine du nom
Les Argonautes, héros de la mythologie grecque, qui, montés sur le navire Argo, allèrent conquérir la Toison d’or en Colchide.

## Historique
Cette place fait partie du quartier Châtillons construit dans le cadre de plan d’urbanisme des années 1960/70 qui a fait face à un besoin important de logements. À l’époque, il a été décidé de faire, de Châtillons, le quartier des navigateurs. C’est la raison qui fait que la majorité des rues et des avenues portent le nom d’aventuriers parcourant les mers, de Christophe Colomb à Dumont d'Urville, de Cook à Vasco de Gama.

## Bâtiments remarquables et lieux de mémoire
Au-dessus de la tour des Argonautes, une des plus hautes de Reims avec 18 étages, trône une imposante sculpture en forme de bateau, dénommée "Le bateau parmi les étoiles" de Jacques Darolles, réalisée en 1995, inaugurée le 30 septembre de la même année et visible de presque toute la ville.
L’architecture de la Place des Argonautes est conçue comme celle d'une place de village et vue du ciel le quartier ressemble à une place fortifiée.
L'église Saint-Pierre, « au pied de la tour a été bénite le 25 avril 1971 ».
Les entrées du parking de la Place des Argonautes sont ornées d'œuvres d'Albert Mulphin réalisées en 1975.

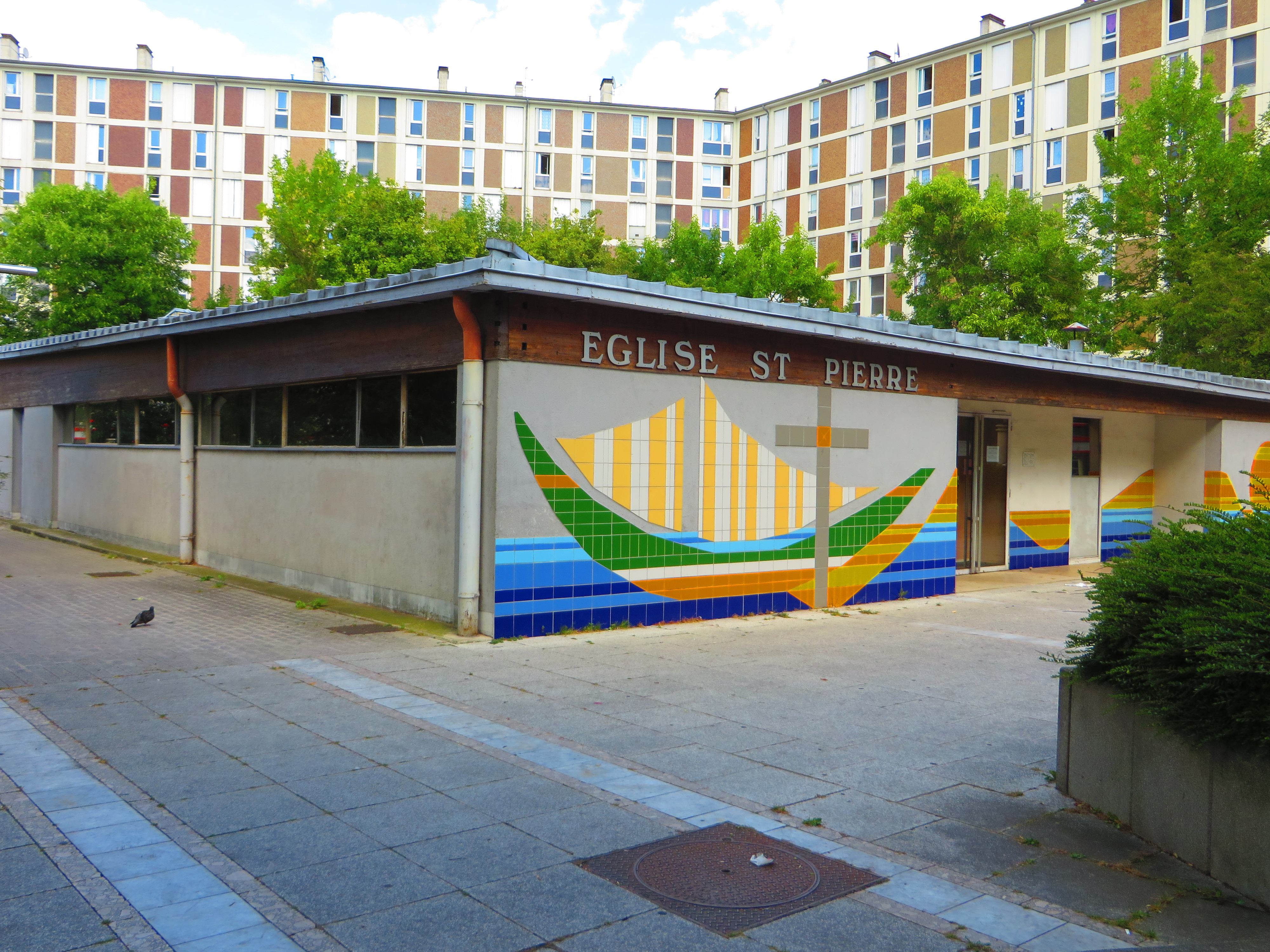
Église Saint-Pierre